# Drtivá porážka (americká verze)
Drtivá porážka (v anglickém originále Wipeout) je televizní soutěž, ve které soutěžící překonávají řadu překážek. Drtivá porážka byla vysílána v mnoha zemí, mimo jiné i v Česku a na Slovensku (společná verze, ve které soutěžily známé české a slovenské osobnosti) pod názvem Wipeout – Souboj národů na TV Nova.
Komentují ji John Henson a John Anderson, zatímco Jill Wagnerová ji komentuje na dráze. Show byla vysílána v USA ABC od 24. června 2008 do 7. září 2014. Prozatímní moderátorka na jednu sezónu místo Jill Wagnerové byla Vanessa Lachey. Soutěžící se museli probojovat přes 3 kola až do Zóny Drtivé porážky, kde nejrychlejší vyhrál 50 000 dolarů. Show byla natáčena v Kalifornii, přibližně 40 mil od Los Angeles. Ostatní světové verze se však natáčejí v Argentině.

## Historie pořadu
Show měla premiéru 24. června 2008. Díky úspěchu 1. série se mnoho zemí světa rozhodlo koupit vysílací práva a natočit vlastní verzi.
Druhá sezóna byla vysílána během léta 2009. Podle TV Week se v roce 2009 stala Drtivá porážka třetí nejoblíbenější herní show na světě.
22. července 2009 získala ABC práva na třetí sezónu. Natáčení začalo v září 2009.
Třetí série měla premiéru 22. června 2010 zvláštním dvoudílem "Rande naslepo". ABC následně oznámila, že ve 3. sérii se objeví další tematické epizody, včetně epizod, které budou představovat pouze dámy nebo rodiny. Finále 3.sezóny bylo vysíláno 14. září 2010, se speciálním "America's Finest Edition", kde byli uvedeni někteří z amerických hrdinů, včetně hasičů a policistů.
Dne 13. října 2010 ABC oznámilo plány, že čtvrtá sezona bude rozdělena do tří sekcí – v zimě, na jaře a v létě; s celkem 32 epizodami: 8 zimními, 7 jarními a 17 letními epizodami. Čtvrtá sezóna měla premiéru 6. ledna 2011.
Dne 16. června 2011 ABC oznámila, že soutěž bude vysílat pátou sezónu. Vanessa Lacheyová v této sezóně nahradila Jill Wagnerovou v pořadu. Nová sezona začala zimními epizodami 8. prosince 2011.
29. srpna 2012 byla oznámena oznámena šestá sezóna. Dále bylo oznámeno, že bývalá spolumoderátorka Jill Wagnerová se vrací do soutěže po jednu sezónu nepřítomnosti. John Anderson a John Henson zůstávají. Dne 9. května 2013 měla šestá série premiéru. V šesté sezóně oslavila Drtivá porážka 100. epizodu.
Dne 22. ledna 2014 byla objednána sedmé řada Drtivé porážky. Poprvé budou vítězové z každé epizody posláni na "Tournament of Champions" na konci sezóny, kde budou soutěžit o titul Ultimate Wipeout šampiona. Dne 22. června 2014 se začala sedmá sezóna vysílat. Sedmá série skončila 7. září 2014.
Byla také objednána osmá sezóna, která měla mít premiéru v létě 2015 a měla být přejmenována na Drtivá porážka Extreme. I přes tyto plány a casting, domovská televizní stanice ABC zrušila show z neznámých důvodů.

## Vysílání
Drtivou porážku vysílal v České republice televizní skupina Barrandov.